# Freudenkoppe
Die Freudenkoppe oder Burg Freudenkoppe ist die Ruine einer Höhenburg, einen Kilometer südöstlich von Neroth auf dem Nerother Kopf im Landkreis Vulkaneifel in Rheinland-Pfalz gelegen.

## Lage
Die Ruine liegt auf einem 610 m ü. NN hohen Basaltkegel, dem Nerother Kopf, ca. 5,5 km westlich von Daun. In der Entstehungszeit der Burg war dies die Nordostgrenze der Grafschaft Luxemburg.
In der Nähe der Burg befindet sich die Mühlsteinhöhle.

## Geschichte
Die Burg wurde bereits 1337 erstmals erwähnt und im Jahre 1340 als castrum Froudenkube durch Johann von Luxemburg, König von Böhmen fertiggestellt. Sie diente der Sicherung der Nordostgrenze seines Herrschaftsgebietes, zu der Neroth damals gehörte. Nach dem Tode Johanns I. des Blinden überließ sein Sohn und Nachfolger Karl I. von Luxemburg, der spätere Kaiser Karl IV., im Jahre 1346 die Wehranlage dem Kurfürsten und Trierer Erzbischof Balduin von Luxemburg (1285–1354). Sie diente ihm bei der Belagerung der Burg Daun 1353 als Stützpunkt. Das seinerzeit stattliche Burghaus wurde nach 1440 unter dem damaligen Burggrafen und späteren Dompropst (unter Johann II. von Baden) Philipp von Sierck erbaut, Bruder des Ritter Arnold von Sierck († 1444) und Onkel des späteren Kurfürsten und Erzbischofs von Trier Jakob I. von Sierck. Die Burg wurde 1460 letztmals erwähnt, was vermuten lässt, dass sie wenige Jahre später aufgegeben wurde und verfiel. Genaues über die weitere Burggeschichte ist nicht bekannt. Möglicherweise ist sie, wenn nicht bis dahin verfallen, um 1689 von den Franzosen zerstört worden. Im 19. Jahrhundert sollen noch weitere Mauer- und Gebäudereste sichtbar gewesen sein.

## Anlage
Der fast quadratische Wohnturm und Bergfried (Grundriss von 8,40 m × 8,60 m) in der Osthälfte des Burghofes beherrscht die von einem trapezförmigen Bering umgebene Burganlage, unterhalb der sich am Südhang Mauerreste des ehemaligen Burghauses finden. Nach Norden schließen sich Mauerreste an. Die Anlage ist auf drei Seiten von einem Trockengraben umgeben. In den Jahren 1984/85 wurden die erhaltenen Ruinenreste saniert.